# Округ Глостер (Њу Џерзи)
Глостер (енгл. Gloucester County) је округ у америчкој савезној држави Њу Џерзи.

## Демографија
По попису из 2010. године број становника је 288.288, што је 33.615 (13,2%) становника више него 2000. године.
| Група             | 2000.           | 2010.           |
| Белци             | 218.262 (85,7%) | 233.695 (81,1%) |
| Афроамериканци    | 23.084 (9,1%)   | 29.006 (10,1%)  |
| Азијати           | 3.805 (1,5%)    | 7.609 (2,6%)    |
| Хиспаноамериканци | 6.583 (2,6%)    | 13.712 (4,8%)   |
| Укупно            | 254.673         | 288.288         |